# António Augusto Curson
António Augusto Curson GOMAI (Porto, 6 de dezembro de 1873 — Lisboa, 27 de fevereiro de 1956) foi um professor, escritor, político e maçom português.

## Biografia
Professor do Instituto Superior de Comércio da Universidade Técnica de Lisboa.[carece de fontes?]
Ministro do Comércio e Comunicações de Portugal de 12 a 19 de Outubro de 1921, no 31.º governo republicano chefiado por António Granjo.
Membro do Conselho Nacional da Associação dos Escuteiros de Portugal desde 1923, à qual pertencia o seu parente o Dr. Dinis Curson.[carece de fontes?]
Foi o 11.º Grão-Mestre do Grande Oriente Lusitano Unido, com caráter interino, de 1928 a 1929.
A 21 de Março de 1930 foi feito Grande-Oficial da Ordem Civil do Mérito Agrícola e Industrial Classe Industrial.
Escreveu Lições de técnica pautal (1943) e A zona franca de Lisboa (1944).